# Confitería Colombo
La Confitería Colombo (Confeitaria Colombo) está situada en el centro histórico de la ciudad de Río de Janeiro, Brasil, y es uno de los principales puntos turísticos de la Región Central de la ciudad. Recientemente fue elegida cómo uno de los 10 cafés más bellos del mundo.
Fue fundada en 1894 por los inmigrantes portugueses Joaquim Borges de Meireles y Manuel José Lebrão, acreditando una extensa lista de clientes célebres entre la sociedad brasileña.
Su arquitectura y ambiente permiten tener una idea de cómo habría sido la Belle Époque en la entonces capital de la República. Entre 1912 y 1918 los salones del interior de la confitería fueron reformados, con un toque Art Nouveau, con enormes espejos de cristal traídos de Amberes, emoldurados por elegantes frisos tallados en madera de palo de rosa. El mobiliario de madera del interior fue esculpido en la misma época por el artesano Antônio Borsoi.
En 1922 sus instalaciones fueron ampliadas con la construcción de un segundo piso, con un salón de té. Una abertura en el techo de la planta baja permite ver el tragaluz del salón de té, decorado con bellos vitrales.
Entre los clientes famosos de la confitería puede mencionarse a Chiquinha Gonzaga, Olavo Bilac, Emílio de Meneses, Ruy Barbosa, Heitor Villa-Lobos, Lima Barreto, José do Patrocínio, Getúlio Vargas y Juscelino Kubitschek, entre muchos otros.

## Filiales
En 1944 abrió una filial en Copacabana, en la esquina de la avenida Nossa Senhora de Copacabana con la calle Barão de Ipanema, que funcionó hasta 2003, cuando se mudó al Fuerte de Copacabana, donde permanece. El viejo edificio lo ocupa una sucursal del Banco do Brasil, bautizada Colombo en homenaje a la confitería.
También tuvo una segunda filial en Barra Shopping, localizada en la plaza de alimentación Río Antigo. Inaugurada en 1992, la tienda poseía vitrales proyectados por Roberto Burle Marx. La filial fue cerrada en la década de 1990.